# Rhopalessa
Rhopalessa is een kevergeslacht uit de familie van de boktorren (Cerambycidae). De wetenschappelijke naam van het geslacht werd voor het eerst geldig gepubliceerd in 1873 door Bates.

## Soorten
Rhopalessa omvat de volgende soorten:
- Rhopalessa clavicornis (Bates, 1873)
- Rhopalessa demissa (Melzer, 1935)
- Rhopalessa hirticollis (Zajciw, 1958)
- Rhopalessa moraguesi (Tavakilian & Peñaherrera, 2003)
- Rhopalessa pilosicollis (Zajciw, 1966)
- Rhopalessa subandina Clarke, Martins & Santos-Silva, 2011